# Paulo Machado
Paulo Ricardo Ribeiro de Jesus Machado (Cerco, Portugal, 31 de marzo de 1986) es un exfutbolista portugués que jugaba de centrocampista.

## Selección nacional
Fue internacional con la selección de fútbol de Portugal en seis ocasiones.

## Clubes
| Club                         | País     | Año       |
| ---------------------------- | -------- | --------- |
| F. C. Porto                  | Portugal | 2004-2009 |
| Estrela da Amadora (cedido)  | Portugal | 2005-2006 |
| União Leiria (cedido)        | Portugal | 2006-2007 |
| Leixões S. C. (cedido)       | Portugal | 2007-2008 |
| A. S. Saint-Étienne (cedido) | Francia  | 2008-2009 |
| Toulouse F. C.               | Francia  | 2009-2012 |
| Olympiacos F. C.             | Grecia   | 2012-2014 |
| G. N. K. Dinamo Zagreb       | Croacia  | 2014-2017 |
| Desportivo Aves              | Portugal | 2017-2018 |
| Mumbai City F. C.            | India    | 2018-2020 |
| Leixões S. C.                | Portugal | 2020-2021 |